# Elezioni parlamentari in Jugoslavia del 1953
Le elezioni parlamentari in Jugoslavia del 1953 si tennero tra il 22 e 24 novembre. Tutti i seggi furono ottenuti da candidati sostenuti dall'Alleanza Socialista del Popolo Lavoratore, dominata dalla Lega dei Comunisti di Jugoslavia.

## Situazione
Le elezioni si tennero in seguito all'approvazione della nuova Legge Elettorale Federale il 9 settembre, che stabiliva il numero di deputati che ciascuna repubblica doveva eleggere per il proprio Parlamento e i criteri di candidabilità; i candidati indipendenti potevano partecipare alle elezioni con il supporto di un'assemblea di elettori, oppure con 200 firme, in luogo di dover essere nominati dall'Alleanza Socialista. Venne anche richiesta la presenza di almeno due candidati in ogni collegio. Per la prima volta furono utilizzate schede elettorali cartacee, e gli elettori effettuavano la propria scelta in cabine chiuse.
I 282 deputati all'Assemblea Federale comprendevano 116 deputati dalla Serbia, 66 dalla Croazia, 48 dalla Bosnia ed Erzegovina, 24 dalla Slovenia, 21 dalla Macedonia e 7 dal Montenegro.

## Risultati
Con candidature multiple, le elezioni videro alcune competizioni degne di nota, con 14 candidati esterni all'Alleanza in Macedonia, anche se due di loro si ritirarono poco prima del giorno delle elezioni. Tuttavia i candidati sostenuti dall'Alleanza vinsero in ogni collegio e i risultati mostrarono che i candidati dell'Alleanza avevano ricevuto il 95,3% dei voti, con un'affluenza dell'89%. Milovan Đilas ottenne la più alta percentuale di voti su tutti i candidati (98,8%), e Josip Broz Tito ottennw il 97,7%.
Dopo aver perso per uno stretto margine, l'ex diplomatico Ljubo Drndić richiese un riconteggio; fu pubblicamente ammonito e minacciato di azioni legali.